# Altwigshagen
Altwigshagen – gmina w Niemczech, wchodząca w skład  Związku Gmin Torgelow-Ferdinandshof w powiecie Vorpommern-Greifswald, w kraju związkowym Meklemburgia-Pomorze Przednie.
1 stycznia 2011 do gminy włączono gminę Wietstock należącą do Związku Gmin Anklam-Land, która stała się automatycznie jej dzielnicą.